# Sun Belt Conference
La Sun Belt Conference (SBC) est un groupement de quatorze universités gérant les compétitions sportives dans neuf sports masculins et dix sports féminins dans le sud des États-Unis. Elle est affiliée à la Division 1 de la National Collegiate Athletic Association (NCAA) depuis 1976.
Jusqu'à la saison 2000, la conférence ne comptait aucun programme de football américain. Ce n'est qu'à partir de la saison 2001, que des programmes de cette conférence intègrent la NCAA Division I Football Bowl Subdivision (NCAA Division 1 FBS).

## Histoire

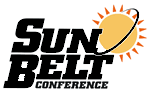
Logo de la Sun Belt Conférence (jusqu'en 2013).

Logo de la Sun Belt Conférence (2013-2020).

La Sun Belt Conference est fondée le 4 août 1976 et est composée initialement de l'université de La Nouvelle-Orléans, de l'université du Sud de l'Alabama (South Alabama), de l'université d'État de Géorgie (Georgia State), de l'université de Jacksonville, de l'université de Caroline du Nord à Chapel Hill (North Carolina) et de l'université du Sud de la Floride (South Florida). Au cours des dix ans à venir, ce groupe est rejoint par l'université de l'Ouest du Kentucky (Western Kentucky), de l'université Old Dominion (Old Dominion), de l'université de l'Alabama à Birmingham et l'université du Commonwealth de Virginie (Virginia Commonwealth).
En 1980, l'université de La Nouvelle Orléans est forcée de quitter la Sun Belt Conference. Néanmoins, le gymnase situé sur son campus étant estimé compatible avec les compétitions organisées par la NCAA, l'université continue les compétitions en tant qu'équipe indépendante avant de rejoindre en 1987, l'American South Conference.
Après la saison 1991-92 de basketball, tous les membres de la Sun Belt changent de conférence à l'exception de Western Kentucky, South Alabama, et Jacksonville. La Sun Belt (ayant été rejointe par l'université de l'Arkansas à Little Rock) va alors fusionner avec l'American South Conference (composée de l'université d'État de l'Arkansas (Arkansas State), de l'université de Louisiana Tech, de l'université de Louisiane à Lafayette (Louisiana-Lafayette, anciennement dénommée Southwestern Louisiana), de l'université Texas–Pan American (actuellement fusionnée avec celle de Texas Rio Grande Valley), de l'université de La Nouvelle-Orléans, de l'université Lamar et de l'université du Centre de la Floride (Centra Florida).
Même si l'American South Conference compte un plus grand nombre, de membres, la nouvelle conférence conserve le nom de la Sun Belt Conference.
Central Florida quitte la ligue après l'année académique de 1991-92. Lamar, Texas–Pan American, et Jacksonville font de même après celle de 1997-98. L'université internationale de Floride (Florida International) rejoint la Sun Belt en 1998 et l'université de Denver en 1999. Louisiana Tech la quitte après la saison 2000-01.
La Sun Belt Conference ne sponsorise pas d'équipe de football américain avant la saison 2001. En effet, la conférence accueille avant la saison 2000-01, comme membres à part entière, l'université d'État du Nouveau-Mexique (New Mexico State) et l'université du Nord du Texas (North Texas), anciens membres de la Big West Conference, l'université d'État de Middle Tennessee (Middle Tennessee State, ancien membre de l'Ohio Valley Conference évoluant comme équipe indépendante en football américain au sein de la NCAA Div. 1 FBS), l'université de Louisiane à Monroe (également ancienne équipe indépendante) et l'université de l'Idaho (ancien membre de la Big West Conférence mais ne rejoignant la Sun Belt uniquement pour le football américain). Ces universités possédant un programme de football américain participent ainsi à leur première saison de football américain en tant que membres de la Sun Belt Cionference en compagnie des universités d'Arkansas State et de Louisiana–Lafayette ayant également créé leur programme de football américain .
L'université d'État de l'Utah (Utah State) rejoint également la Sun Belt en 2003 comme membre mais uniquement avec son équipe de football américain, les autres sports restant liés à la Big West Conférence. Elle quitte en 2005 la Sun Belt en compagnie de l'université de l'Idaho et de l'université d'État du Nouveau-Mexique (New Mexico State) pour rejoindre la Western Athletic Conference (WAC).
En 2004, l'équipe de football américain de l'université de Troy rejoint la Sun Belt. C'est au début de la saison 2005-06 que les autres équipes sportives de cette université deviennent également membre de la Sun Belt.
En 2005, l'équipe de football américain de l'université de Florida Atlantic rejoint la Sun Belt et c'est au début de la saison 2006-07 que les autres équipes sportives de cette université deviennent également membre de la Sun Belt.
En 2006, l'université de Louisiane à Monroe (Louisiana-Monroe) quitte la Southland Conference et rejoint la Sun Belt.
Ce n'est qu'en 2009 que Western Kentucky crée un programme de football américain afin de participer au sein de la Sun Belt aux championnats de la NCAA Division 1 FBS.
Le 11 novembre 2009, La Nouvelle-Orléans signale qu'elle effectue une étude en vue de passer de la Division I à la Division III en football américain. Afin de pouvoir maintenir les bourses sportives au sein de son université, elle sollicite l'autorisation de rejoindre la Division II. Malgré un avis positif des membres du comité de cette division, l'université de La Nouvelle-Orléans décide de rester en NCAA Division 1 FBS mais rejoint la Southland Conference en 2013.

### Réalignements au cours des années 2010
Le 9 avril 2012, l'université de Georgia State, une des fondatrices de la Sun Belt Conference, annonce qu'elle va en redevenir membre à part entière en 2013. Dans le cadre de ce mouvement, le programme de football américain de l'université commence sa transition de la FCS vers la FBS au cours de la saison 2012. Il joue en effet toute la saison 2013 comme membre de la conférence en transition et devient éligible pour un bowl en 2014. Le 2 mai 2012, l'université d'État du Texas (Texas State) annonce qu'elle va quitter la WAC pour rejoindre la Sun Belt en juillet 2013 pour y jouer en début de saison académique 2013-14. À cette conférence de presse, le commissionnaire de la Sun Belt (Karl Benson) laisse également entendre qu'il pourrait y avoir d'autres changement au sein de la conférence. Le 25 mai 2012, la Conference annonce que l'université du Texas à Arlington a accepté l'invitation à rejoindre la Sun Belt et qu'elle en deviendra membre en 2013 mais sans programme de football américain.
Le 4 mai 2012, FIU et North Texas déclarent quitter la conférence pour rejoindre, le 1er juillet 2013, la Conference USA celle-ci augmentant ses membres de quatre universités. Le 29 novembre 2012, Florida Atlantic et Middle Tennessee State annoncent qu'elles vont aussi quitter la Sun Belt pour la Conference USA. Ce changement devait avoir lieu initialement en 2014, mais les deux universités déclarent le 28 janvier 2013 qu'elles quitteraient la Sun Belt un an plus tôt soit le 1er juillet 2013 en compagnie de FIU et North Texas.
Western Kentucky accepte également l'invitation à rejoindre la Conference USA le 1er avril 2013 pour quitter officiellement la Sun Belt le 1er juillet 2014.
Ces changements de conférence appauvrissent la Sun Belt et l'oblige à trouver de nouveaux membres de façon assez rapide car il ne lui restait plus pour commencer la saison 2013 que dix membres effectifs dont seulement huit possédant un programme de football américain (soit le nombre minimum requis pour qu'une conférence puisse jouer au niveau de la NCAA Division 1 FBS). Le 27 mars 2013, l'université d'État des Appalaches (Appalachian State) accepte l'invitation à rejoindre la Sun Belt officiellement le 1er juillet 2014. L'université du Sud de la Géorgie (Georgia Southern) accepte en même temps cette invitation. Ces deux équipes viennent de la Southern Conference et évoluaient en FCS où elles ont remporté au total 9 titres de champion national depuis 1985. Montant en FBS, elles participent aux diverses compétitions lors de la saison 2014 mais ne deviennent éligibles pour un bowl de football américain qu'à partir de la saison 2015.
La Sun Belt s'agrandit également avec l'arrivée des programmes de football américain des universités de l'Idaho et de New Mexico State le 28 mars 2013. Idaho et New Mexico State étaient deux anciens membres de la Sun Belt (Idaho pour le football américain uniquement, New Mexico State pour l'ensemble des sports) de 2001 à 2005. Le nombre de départ au sein de la WAC contraint cette conférence à supprimer les compétitions de football américain après la saison 2012. Idaho et New Mexico State étaient les deux derniers programmes de la WAC à posséder un programme de football américain et avaient dû faire jouer leurs équipes de football américain sous le statut d'équipes indépendantes lors de la saison 2013 avant de jouer en Sun Belt en 2014.
L'université d'Idaho est celle qui est géographiquement la plus éloignée des autres membres de la Sun Belt. N'ayant pu intégrer la Mountain West Conference, Idaho n'avait pas d'autre choix,.
Le 1er septembre 2015, l'université de Coastal Carolina accepte l’invitation à rejoindre officiellement le 1er juillet 2016 la Sun Belt mais son programme de football américain n'y est admis qu'à partir de la saison 2017.
La conférence annonce le 1er mars 2016 que l'affiliation des universités d'Idaho et de New Mexico State ne sera pas poursuivie au-delà de la saison 2017.
La Sun Belt annonce qu'à partir de la saison 2018, la conférence composée de dix équipes, sera divisée en deux divisions pour le football américain :
| Division Ouest   | Division Est      |
| ---------------- | ----------------- |
| Arkansas State   | Appalachian State |
| Louisiana        | Coastal Carolina  |
| Louisiana–Monroe | Georgia Southern  |
| South Alabama    | Georgia State     |
| Texas State      | Troy              |

Les gagnants de chaque division se rencontreront lors d'une finale de conférence.

### Réalignements au cours des années 2020
L'information sortie en juillet 2021 signalant que l'université de l'Oklahoma et l'université du Texas à Austin quitteraient la Big 12 Conference pour rejoindre la Southeastern Conference conduit à un nouveau cycle de réalignement au sein de plusieurs conférences :
- La Big 12 y répond en annonçant que quatre universités, dont trois membres de l'American Athletic Conference, rejoindraient la Big 12 en 2023[19] ;
- L'American Athletic Conference y répond en ajoutant six membres de la Conference USA[20].
- Peu de temps après, la Sun Belt Conference réagit et annonce qu'en 2023, trois membres de la Conference USA (l'université Marshall[21], l'université Old Dominion[22] et l'université du Sud du Mississippi[23]) arriveront dans la Sun Belt en 2023, rejoints par l'université James Madison issue de la Colonial Athletic Association[24].
- Le 9 décembre, l'université de l'Arkansas à Little Rock, un des deux membres de la Sun Belt Conference sans équipe de football américain, annonce qu'elle rejoindra l'Ohio Valley Conference le 1er juillet 2022[25].
- Le 21 janvier 2022, l'autre membre de la conférence sans équipe de football américain, l'université du Texas à Arlington (en), a annoncé qu'elle rejoindrait la Western Athletic Conference le 1er juillet 2022[26].
- Contrairement aux plans annoncés précédemment, la Sun Belt Conference a annoncé le 2 février 2022 que James Madison deviendrait membre à part entière, y compris le football américain, à compter du 1er juillet 2022[27].
- Le 29 mars 2022, Conference USA, Marshall, Old Dominion et Southern Miss ont annoncé que ces universités quitteraient plutôt C-USA en 1er juillet 2022. Cela a mis fin à un bref différend juridique entre les parties autour de la date de sortie des universités[28].
- Le 6 avril 2022, la conférence a annoncé qu'elle rétablirait sa ligue de soccer masculin en août 2022 après une absence d'une saison. Les membres entrants James Madison, Marshall et Old Dominion seront rejoints par les membres existants Coastal Carolina, Georgia Southern et Georgia State, ainsi que par les membres associés Kentucky, South Carolina et West Virginia[29].
- Le 21 juin 2022, la conférence a annoncé que l'UCF se joindrait au soccer masculin en 2023, en même temps que l'université rejoindrait la Big 12 Conference[30].
- Le 18 janvier 2023, la conférence a annoncé qu'elle ajouterait le beach-volley féminin en tant que sport sponsorisé à partir de la saison 2023 (année universitaire 2022-2023). Les membres existants Coastal Carolina, Georgia State, Louisiana-Monroe et Southern Miss seront rejoints par quatre nouveaux affiliés : Charleston, Mercer, Stephen F. Austin et UNC Wilmington[31].
- Le 30 juin 2025, Texas State annonce qu'ils quitteront la Sun Belt pour la Pac-12 Conference à partir de 2026[32].
- Le 15 juillet 2025, Louisiana Tech annonce son retour au sein de la Sun Belt Conference à partir de 2026 au plus tôt en remplacement de Texas State[33].

La SBC a annoncé un nouvel alignement divisionnaire pour 2022 et au-delà :
| Division Ouest   | Division Est      |
| ---------------- | ----------------- |
| Arkansas State   | Appalachian State |
| Louisiana        | Coastal Carolina  |
| Louisiana–Monroe | Georgia Southern  |
| South Alabama    | Georgia State     |
| Southern Miss    | James Madison     |
| Texas State      | Marshall          |
| Troy             | Old Dominion      |

## Ligne du temps des membres de la conférence
Légende: 

- Membre dans tous les sport
- Membre dans tous les sports sauf football américain
- Membre associé (uniquement en football américain)
- Membre associé (quelques sports seulement)

## Les membres actuels
Membre partant pour la Pac-12 Conference à partir de 2026.

 Futur membre à partir de 2026 au plus tôt.
| Institutions                        | Siège                            | Fondation | Type     | Surnom                           | Intégration |
| ----------------------------------- | -------------------------------- | --------- | -------- | -------------------------------- | ----------- |
| Université d'État des Appalaches    | Boone, Caroline du Nord          | 1899      | Publique | Mountaineers d'Appalachian State | 2014        |
| Université d'État de l'Arkansas     | Jonesboro, Arkansas              | 1909      | Publique | Red Wolves d'Arkansas State      | 1991        |
| Université de Coastal Carolina      | Conway, Caroline du Sud          | 1954      | Publique | Chanticleers de Coastal Carolina | 2016        |
| Université du Sud de la Géorgie     | Statesboro, Géorgie              | 1906      | Publique | Eagles de Georgia Southern       | 2014        |
| Université d'État de Géorgie        | Atlanta, Géorgie                 | 1913      | Publique | Panthers de Georgia State        | 2013        |
| Université James Madison            | Harrisonburg, Virginie           | 1908      | Publique | Dukes de James Madison           | 2022        |
| Université de Louisiane à Lafayette | Lafayette, Louisiane             | 1898      | Publique | Ragin' Cajuns de Louisiane       | 1991        |
| Université Louisiana Tech           | Ruston, Louisiane                | 1894      | Publique | Bulldogs de Louisiana Tech       | 2026        |
| Université de Louisiane à Monroe    | Monroe, Louisiane                | 1931      | Publique | Warhawks de Louisiana-Monroe     | 2006        |
| Université Marshall                 | Huntington, Virginie-Occidentale | 1837      | Publique | Thundering Herd de Marshall      | 2022        |
| Université Old Dominion             | Norfolk, Virginie                | 1930      | Publique | Monarchs d'Old Dominion          | 2022        |
| Université du Sud de l'Alabama      | Mobile, Alabama                  | 1963      | Publique | Jaguars de South Alabama         | 1976        |
| Université du Sud du Mississippi    | Hattiesburg, Mississippi         | 1910      | Publique | Golden Eagles de Southern Miss   | 2022        |
| Université d'État du Texas          | San Marcos, Texas                | 1899      | Publique | Bobcats de Texas State           | 2013        |
| Université de Troy                  | Troy, Alabama                    | 1887      | Publique | Trojans de Troy                  | 2005        |

1. ↑  Coastal Carolina n'a rejoint le football américain qu'en 2017.
2. ↑  Georgia State a été membre fondateur de la conférence en 1976, a quitté en 1981 et a rejoint en 2013.
3. ↑  Louisiana-Monroe (ULM) était un membre du football américain uniquement de 2001 à 2006.
4. ↑  Old Dominion a rejoint la SBC pour la première fois en 1982, l'a quittée en 1991 et est revenue en 2022.
5. ↑  Troy était un membre du football américain lors de la saison 2004.

### Membres associés
| Institutions                                | Siège                            | Fondation | Type     | Surnom                                  | Sport                | Rejoint | Conférence primaire |
| ------------------------------------------- | -------------------------------- | --------- | -------- | --------------------------------------- | -------------------- | ------- | ------------------- |
| College of Charleston (en)                  | Charleston, Caroline du Sud      | 1770      | Publique | Cougars de Charleston                   | Beach-volley féminin | 2022    | CAA                 |
| Université du Kentucky                      | Lexington, Kentucky              | 1865      | Publique | Wildcats du Kentucky                    | Soccer masculin      | 2022    | SEC                 |
| Université de Mercer                        | Macon, Géorgie                   | 1833      | Privée   | Bears de Mercer (en)                    | Beach-volley féminin | 2022    | SoCon               |
| Université de Caroline du Sud               | Columbia, Caroline du Sud        | 1801      | Publique | Gamecocks de la Caroline du Sud         | Soccer masculin      | 2022    | SEC                 |
| Université du Centre de la Floride          | Orlando, Floride                 | 1963      | Publique | Knights de l'UCF                        | Soccer masculin      | 2023    | Big 12              |
| Université de Caroline du Nord à Wilmington | Wilmington, Caroline du Nord     | 1947      | Publique | Seahawks de l'UNC Wilmington (en)       | Beach-volley féminin | 2022    | CAA                 |
| Université de Virginie-Occidentale          | Morgantown, Virginie-Occidentale | 1865      | Publique | Mountaineers de la Virginie-Occidentale | Soccer masculin      | 2022    | Big 12              |

## Les anciens membres
- 49ers de Charlotte
- Pioneers de Denver
- Panthers de FIU
- Owls de Florida Atlantic
- Vandals de l'Idaho
- Dolphins de Jacksonville
- Cardinals de Lamar
- Trojans de Little Rock

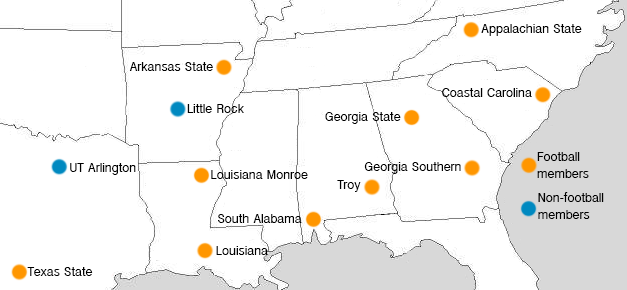
Carte indiquant l'emplacement des membres de la Sun Belt Conference en 2016.

- Bulldogs de Louisiana Tech – réintégration au plus tard en 2027
- Blue Raiders de Middle Tennessee
- Aggies de New Mexico State
- Privateers de La Nouvelle-Orléans
- Highlanders de NJIT
- Mean Green de North Texas
- Bulls de South Florida
- Blazers de l'UAB
- Knights de l'UCF
- Mavericks de l'UT Arlington
- Vaqueros de l'UT Rio Grande Valley
- Aggies d'Utah State
- Rams de VCU
- Hilltoppers de Western Kentucky

## Installations sportives
| Université        | Couleurs | Stade de football américain           | Capacité | Salle de basketball                      | Capacité     | Stade de baseball                           | Capacité |
| ----------------- | -------- | ------------------------------------- | -------- | ---------------------------------------- | ------------ | ------------------------------------------- | -------- |
| Appalachian State |          | Kidd Brewer Stadium (en)              | 30 000   | Holmes Center                            | 8 325        | Jim and Bettie Smith Stadium                | 1 000    |
| Arkansas State    |          | Centennial Bank Stadium (en)          | 33 410   | First National Bank Arena (en)           | 10 563       | Tomlinson Stadium–Kell Field                | 1 200    |
| Coastal Carolina  |          | Brooks Stadium                        | 20 000   | HTC Center (en)                          | 3 370        | Springs Brooks Stadium - Vrooman Field (en) | 5 400    |
| Georgia Southern  |          | Paulson Stadium (en)                  | 25 000   | Hanner Fieldhouse (en)                   | 4 325        | J. I. Clements Stadium                      | 3 000    |
| Georgia State     |          | Center Parc Stadium                   | 24 333   | Georgia State Convocation Center (en)    | 7 500        | GSU Baseball Complex                        | 1 092    |
| James Madison     |          | Bridgeforth Stadium (en)              | 24 877   | Atlantic Union Bank Center (en)          | 8 500        | Eagle Field at Veterans Memorial Park (en)  | 1 200    |
| Louisiana         |          | Cajun Field                           | 41 426   | Cajundome (M) Earl K. Long Gymnasium (F) | 12 068 1 500 | M.L. Tigue Moore Field                      | 6 000    |
| Louisiana–Monroe  |          | Malone Stadium (en)                   | 30 427   | Fant–Ewing Coliseum                      | 7 085        | Warhawk Field                               | 1 800    |
| Marshall          |          | Joan C. Edwards Stadium               | 38 227   | Cam Henderson Center (en)                | 9 048        | Jack Cook Field (en)                        | 3 500    |
| Old Dominion      |          | S. B. Ballard Stadium (en)            | 22 480   | Chartway Arena (en)                      | 8 472        | Bud Metheny Baseball Complex (en)           | 2 400    |
| South Alabama     |          | Hancock Whitney Stadium (en)          | 25 000   | Mitchell Center                          | 10 041       | Eddie Stanky Field                          | 4 500    |
| Southern Miss     |          | M. M. Roberts Stadium                 | 36 000   | Reed Green Coliseum (en)                 | 8 095        | Pete Taylor Park (en)                       | 4 300    |
| Texas State       |          | Jim Wacker Field at UFCU Stadium (en) | 30 000   | Strahan Coliseum                         | 9 000        | Bobcat Ballpark                             | 2 000    |
| Troy              |          | Veterans Memorial Stadium (en)        | 30 420   | Trojan Arena                             | 6 000        | Riddle–Pace Field                           | 2 000    |

## Palmarès

### Basketball
| Saison  | Champion H             | Champion F       |
| ------- | ---------------------- | ---------------- |
| 1976-77 | UNC Charlotte          | pas de tournoi   |
| 1977-78 | New Orleans            | pas de tournoi   |
| 1978-79 | Jacksonville           | pas de tournoi   |
| 1979-80 | Virginia Commonwealth  | pas de tournoi   |
| 1980-81 | Virginia Commonwealth  | pas de tournoi   |
| 1981-82 | UAB                    | pas de tournoi   |
| 1982-83 | UAB                    | Old Dominion     |
| 1983-84 | UAB                    | Old Dominion     |
| 1984-85 | Virginia Commonwealth  | Old Dominion     |
| 1985-86 | Jacksonville           | Western Kentucky |
| 1986-87 | UAB                    | Old Dominion     |
| 1987-88 | UNC Charlotte          | Western Kentucky |
| 1988-89 | South Alabama          | Western Kentucky |
| 1989-90 | South Florida          | Old Dominion     |
| 1990-91 | South Alabama          | Western Kentucky |
| 1991-92 | Southwestern Louisiana | Western Kentucky |
| 1992-93 | Western Kentucky       | Western Kentucky |
| 1993-94 | Southwestern Louisiana | Louisiana Tech   |
| 1994-95 | Western Kentucky       | Western Kentucky |
| 1995-96 | New Orleans            | Louisiana Tech   |
| 1996-97 | South Alabama          | Louisiana Tech   |
| 1997-98 | South Alabama          | Louisiana Tech   |

| Saison  | Champion H                             | Champion F                             |
| ------- | -------------------------------------- | -------------------------------------- |
| 1998-99 | Arkansas State                         | Louisiana Tech                         |
| 1999-00 | Louisiana-Lafayette                    | Louisiana Tech                         |
| 2000-01 | Western Kentucky                       | Louisiana Tech                         |
| 2001-02 | Western Kentucky                       | Florida International                  |
| 2002-03 | Western Kentucky                       | Western Kentucky                       |
| 2003-04 | Louisiana-Lafayette                    | Middle Tennessee                       |
| 2004-05 | Louisiana-Lafayette                    | Middle Tennessee                       |
| 2005-06 | South Alabama                          | Middle Tennessee                       |
| 2006-07 | North Texas                            | Middle Tennessee                       |
| 2007-08 | Western Kentucky                       | Western Kentucky                       |
| 2008-09 | Western Kentucky                       | Middle Tennessee                       |
| 2009-10 | North Texas                            | Middle Tennessee                       |
| 2010-11 | Arkansas-Little Rock                   | Arkansas-Little Rock                   |
| 2011-12 | Western Kentucky                       | Arkansas-Little Rock                   |
| 2012-13 | Western Kentucky                       | Arkansas–Little Rock                   |
| 2013-14 | Louisiana–Lafayette                    | Western Kentucky                       |
| 2014-15 | Georgia State                          | Arkansas-Little Rock                   |
| 2015-16 | Little Rock                            | Troy                                   |
| 2016-17 | Troy                                   | Troy                                   |
| 2017-18 | Georgia State                          | Little Rock                            |
| 2018-19 | Georgia State                          | Little Rock                            |
| 2019-20 | Tournois annulés en raison du Covid-19 | Tournois annulés en raison du Covid-19 |
| 2020-21 | Appalachian State                      | Troy                                   |
| 2021-22 | Georgia State                          | UT Arlington                           |

### Football américain
| Saison | Champion            | Vic./déf. |
| ------ | ------------------- | --------- |
| 2001   | Middle Tennessee    | 5-1       |
| 2001   | North Texas         | 5-1       |
| 2002   | North Texas         | 6-0       |
| 2003   | North Texas         | 7-0       |
| 2004   | North Texas         | 7-0       |
| 2005   | Arkansas State      | 5-2       |
| 2005   | Louisiana-Lafayette | 5-2       |
| 2005   | Louisiana-Monroe    | 5-2       |
| 2006   | Middle Tennessee    | 6-1       |
| 2006   | Troy                | 6-1       |
| 2007   | Troy                | 6-1       |
| 2007   | Florida Atlantic    | 6-1       |
| 2008   | Troy                | 6-1       |

| Saison | Champion            | Vic./déf. |
| ------ | ------------------- | --------- |
| 2009   | Troy                | 8-0       |
| 2010   | Florida Atlantic    | 6-2       |
| 2010   | Troy                | 6-2       |
| 2011   | Arkansas State      | 8-0       |
| 2012   | Arkansas State      | 7-1       |
| 2013   | Arkansas State      | 5-2       |
| 2013   | Louisiana-Lafayette | 5-2       |
| 2014   | Georgia Southern    | 8-0       |
| 2015   | Arkansas State      | 8-0       |
| 2016   | Appalachian State   | 7–1       |
| 2016   | Arkansas State      | 7–1       |
| 2017   | Appalachian State   | 7–1       |
| 2017   | Troy                | 7–1       |

Une finale de conférence est instaurée depuis la saison 2018 : 
| Saison | Division Est                          | Score              | Division Ouest                  | Assistance | Lieu                                              |
| ------ | ------------------------------------- | ------------------ | ------------------------------- | ---------- | ------------------------------------------------- |
| 2018   | Mountaineers d'Appalachian State      | 30 - 19            | Ragin' Cajuns de Louisiane      | 14 693     | Kidd Brewer Stadium (en), Boone, Caroline du Nord |
| 2019   | (21) Mountaineers d'Appalachian State | 45 - 38            | Ragin' Cajuns de Louisiane      | 18 618     | Kidd Brewer Stadium (en), Boone, Caroline du Nord |
| 2020   | (12) Chanticleers de Coastal Carolina | Annulée (Covid-19) | Ragin' Cajuns de Louisiane      | -          | Brooks Stadium, Conway, Caroline du Sud           |
| 2021   | Mountaineers d'Appalachian State      | 16 - 24            | (20) Ragin' Cajuns de Louisiane | 31 014     | Cajun Field, Lafayette, Louisiane                 |
| 2022   | Chanticleers de Coastal Carolina      | 26 - 45            | Trojans de Troy                 | 21 554     | Veterans Memorial Stadium (en), Troy, Alabama     |
| 2023   | Mountaineers d'Appalachian State      | 23 - 49            | Trojans de Troy                 | 20 183     | Veterans Memorial Stadium (en), Troy, Alabama     |

### Baseball
| Saison | Champion               |
| ------ | ---------------------- |
| 1978   | New Orleans            |
| 1979   | New Orleans            |
| 1980   | South Alabama          |
| 1981   | South Alabama          |
| 1982   | South Florida          |
| 1983   | South Alabama          |
| 1984   | South Alabama          |
| 1985   | Old Dominion           |
| 1986   | South Florida          |
| 1987   | South Alabama          |
| 1988   | Virginia Commonwealth  |
| 1989   | Jacksonville           |
| 1990   | South Florida          |
| 1991   | Alabama–Birmingham     |
| 1992   | South Alabama          |
| 1993   | Lamar                  |
| 1994   | Arkansas State         |
| 1995   | Lamar                  |
| 1996   | South Alabama          |
| 1997   | South Alabama          |
| 1998   | Southwestern Louisiana |
| 1999   | Florida International  |

| Saison | Champion                              |
| ------ | ------------------------------------- |
| 2000   | South Alabama                         |
| 2001   | South Alabama                         |
| 2002   | New Mexico State                      |
| 2003   | Middle Tennessee State                |
| 2004   | Western Kentucky                      |
| 2005   | South Alabama                         |
| 2006   | Troy                                  |
| 2007   | New Orleans                           |
| 2008   | Western Kentucky                      |
| 2009   | Middle Tennessee State                |
| 2010   | Florida International                 |
| 2011   | Arkansas–Little Rock                  |
| 2012   | Louisiana-Monroe                      |
| 2013   | Florida Atlantic                      |
| 2014   | Louisiana-Lafayette                   |
| 2015   | Louisiana-Lafayette                   |
| 2016   | Louisiana-Lafayette                   |
| 2017   | South Alabama                         |
| 2018   | Coastal Carolina                      |
| 2019   | Coastal Carolina                      |
| 2020   | Saison annulée (pandémie de COVID-19) |
| 2021   | South Alabama                         |
| 2022   | Louisiana                             |